# Коричневі змії
Коричневі змії (Demansia) — рід отруйних змія з родини аспідових. Має 14 видів.

## Опис
Загальна довжина представників цього роду коливається від 70 см до 1,3 м. Голова невелика, затуплена. Тулуб тонкий та стрункий. Зубна система у коричневих змій дуже примітивна — позаду отруйних іклів на подовженій верхньощелепної кістці розташовано від 7 до 15 дрібних зубів.
Забарвлення спини більшості видів коричневе, буре, піщане, сіре, темно—зелене. Зустрічаються види з червоними та жовтими смугами, які розташовані почергово. Черево у більшості видів світліше за спину.

## Спосіб життя
Полюбляють піщану, кам'янисту місцину, напівпустелі, рідколісся. Активні вдень. Харчуються дрібними ящірками та гризунами.
Це яйцекладні змії.

## Розповсюдження
Мешкають в Австралії та на о. Нова Гвінея.

## Види
- Demansia angusticeps
- Demansia calodera
- Demansia cyanochasma
- Demansia flagellatio
- Demansia olivacea
- Demansia papuensis
- Demansia psammophis
- Demansia quaesitor
- Demansia rimicola
- Demansia rufescens
- Demansia shinei
- Demansia simplex
- Demansia torquata
- Demansia vestigiata